# Aliocha Popovitch
Aliocha Popovitch (en russe : Алёша Попович) est un héros populaire de la Rus' de Kiev, un bogatyr (c'est-à-dire un chevalier errant médiéval). Avec Dobrynia Nikititch et Ilya Mouromets, il est un des trois bogatyrs représentés sur la célèbre toile de Vasnetsov intitulée Les Bogatyrs (Богатыри) (aussi Les Trois Bogatyrs).
Dans les bylines, il est décrit comme étant le fils très astucieux d'un prêtre qui vainc en roulant et surpassant ses adversaires. Il est connu pour son agilité, sa sournoiserie et son astuce. Il défie le dragon Tougarine par ruse, lequel, dans des versions ultérieures, devint un Khan mongol.

## Galerie

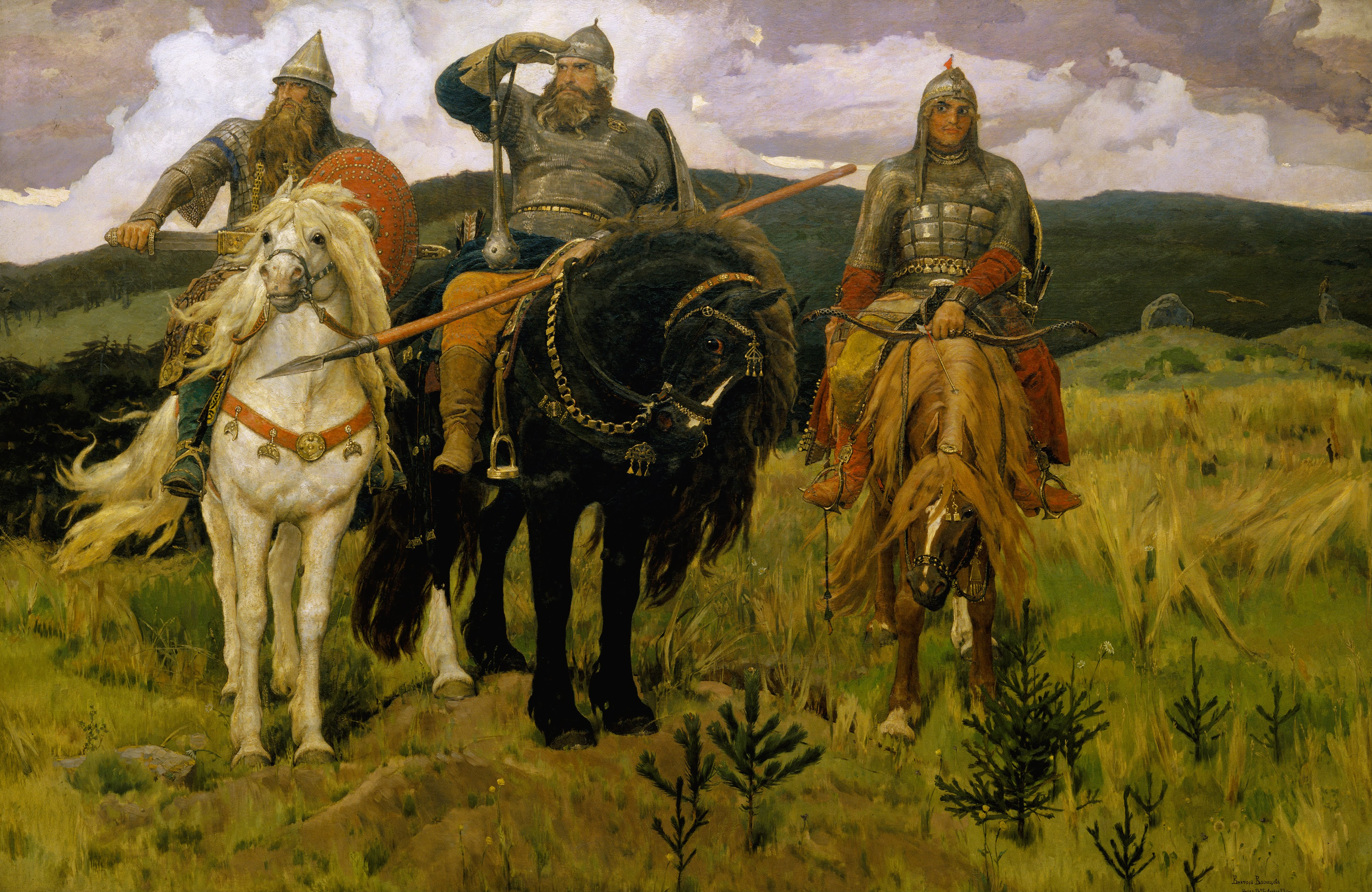
Les Trois Bogatyrs, Victor Vasnetsov. (Aliocha Popovitch est représenté à droite)
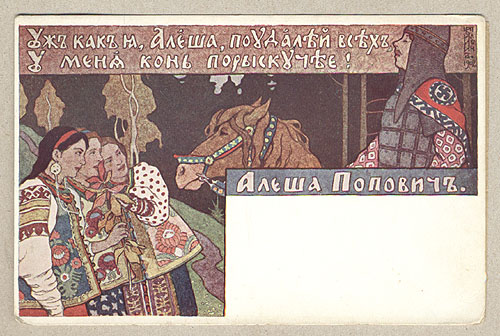
Illustration d'Ivan Bilibine
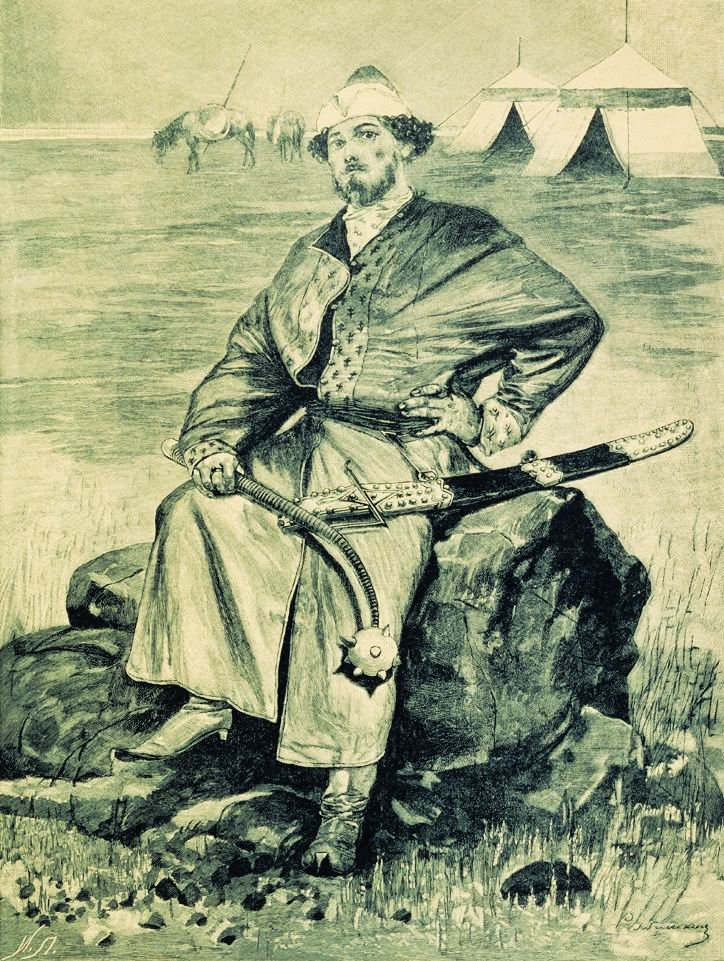
Aliocha Popovitch Andreï Riabouchkine
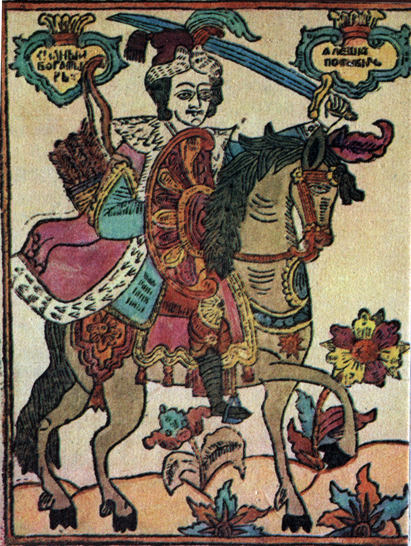
Loubok du XVIIIe siècle